# Simonestus semiluna
Simonestus semiluna is een spinnensoort uit de familie van de loopspinnen (Corinnidae).
De wetenschappelijke naam van de soort werd in 1899 als Corinna semiluna gepubliceerd door Frederick Octavius Pickard-Cambridge.